# 2-й отдельный сапёрный батальон
2-й отдельный сапёрный батальон — воинская часть Вооружённых Сил СССР во время Великой Отечественной войны. Во время ВОВ существовало четыре сапёрных части с идентичным названием и номером.

## 2-й отдельный сапёрный батальон 21-й армии
Он же 2-й отдельный инженерный батальон 21-й армии
В составе действующей армии с 09.07.1941 по 30.09.1942 года.
Являлся армейским сапёрным батальоном 21-й армии, повторил её боевой путь.
30.09.1942 года переименован в 349-й отдельный инженерный батальон

## 2-й отдельный сапёрный батальон 52-й армии
В действующей армии с 4 ноября по 31 декабря 1941 года.
Являлся армейским сапёрным батальоном 52-й армии, за время существования повторил её боевой путь.
31 декабря 1941 года переформирован в 771-й отдельный сапёрный батальон.

## 2-й отдельный сапёрный батальон 55-й армии
Переименован 25.09.1941 из отдельного сапёрного батальона 2-й гвардейской Ленинградской стрелковой дивизии народного ополчения
В действующей армии с 25.09.1941 по 27.12.1941 года.
Являлся армейским сапёрным батальоном 55-й армии, повторил её боевой путь.
27.12.1941 года переименован в 325-й отдельный сапёрный батальон.

## 2-й отдельный сапёрный батальон 56-й армии
Переименован 22.02.1942 из отдельного сапёрного батальона 56-й армии
В действующей армии с 22.02.1942 по 27.03.1942 года.
Являлся армейским сапёрным батальоном 56-й армии, повторил её боевой путь.
27.03.1942 года переименован в 870-й отдельный сапёрный батальон.

## 2-й отдельный сапёрный батальон 19-го стрелкового корпуса
В действующей армии с 22.06.1941 по 20.02.1942 года.
До сентября 1941 года являлся сапёрным батальоном 19-го стрелкового корпуса, с сентября 1941 года был в подчинении 52-й армии
20.02.1942 года переформирован во 2-й отдельный инженерный батальон Ленинградского фронта.

## Другие инженерно-сапёрные формирования с тем же номером, включая гвардейские
- 2-й гвардейский отдельный сапёрный батальон 6-й гвардейской воздушно-десантной дивизии
- 2-й гвардейский отдельный сапёрный батальон 8-й гвардейской стрелковой дивизии
- 2-й гвардейский отдельный моторизованный инженерный батальон 8-й армии
- 2-й гвардейский отдельный моторизованный инженерный батальон
- 2-й отдельный моторизованный инженерный батальон 9-го механизированного корпуса
- 2-й отдельный инженерный батальон Ленинградского фронта
- 2-й отдельный инженерный батальон 1-й ударной армии
- 2-й отдельный инженерный батальон 5-й армии
- 2-й отдельный инженерный батальон 6-й армии
- 2-й отдельный инженерно-сапёрный батальон
- 2-й отдельный штурмовой инженерно-сапёрный батальон
- 2-й гвардейский отдельный штурмовой инженерно-сапёрный батальон 1-й гвардейской штурмовой инженерно-сапёрной бригады
- 2-й гвардейский отдельный моторизованный штурмовой инженерно-сапёрный батальон
- 2-й отдельный инженерно-строительный батальон Западного фронта
- 2-й отдельный инженерно-строительный батальон отдельной сапёрно-восстановительной бригады
- 2-й отдельный горный минно-инженерный батальон
- 2-й гвардейский отдельный батальон минёров